# S. V. B. E. E. Q. V.
S. V. B. E. E. Q. V. je latinská zkratka (abbreviatio) pro sousloví Si vales, bene est, ego quoque valeo (Daří-li se ti, je to dobře, mně se také daří). Toto sousloví se používalo v antickém Římě (a v menší míře i ve středověku) jako zdvořilostní fráze v úvodu či závěru dopisu, a to tak často, až se ustálila zkratka z jeho prvních písmen.